# Råå IF
Der Råå IF ist ein schwedischer Fußballverein in Råå, einem Stadtteil Helsingborgs. Der Verein gewann einmal den Svenska Cupen und spielte zwei Spielzeiten in der Allsvenskan. Derzeit ist der Klub in der sechstklassigen Division 4 Västra Skåne vertreten.

## Geschichte
Råå IF wurde am 25. März 1921 als Råå Enighet gegründet, nahm aber 1925 den heutigen Namen an. Die Mannschaft spielte zunächst unterklassig, 1944 gelang der Aufstieg in die seinerzeit drittklassige Division 3. In der Staffel Sydsvenska Södra konnte auf Anhieb die Vizemeisterschaft gefeiert werden, sechs Punkte fehlten auf den Aufsteiger Höganäs BK. Ein Jahr später gelang ohne Niederlage der Staffelsieg und nach 3:0- und 5:0-Erfolgen über Falkenbergs FF in den Entscheidungsspielen die Qualifikation für die reformierte dritte Liga, in der die Anzahl der Staffeln von 17 auf vier reduziert wurde. Auch hier konnte die Mannschaft die Liga dominieren und wurde erneut Staffelsieger. Damit stieg der Klub in die zweite Liga auf. Im selben Jahr erreichte der Klub auch das Finale im Svenska Cupen. Dort wurde BK Kenty deutlich mit 6:0 deklassiert.
In seiner ersten Zweitligaspielzeit belegte Råå IF den fünften Platz. In der Spielzeit 1949/50 verlor die Mannschaft nur zwei Spiele und wurde mit 30 Punkten aus 18 Spielen Meister der Südstaffel der zweiten Liga. Der Erstligaaufsteiger konnte überraschen: Hinter der Übermannschaft der frühen 1950er Jahre Malmö FF wurde man Vizemeister. So schnell die Mannschaft emporgestiegen war, so schnell fiel sie auch wieder ab. In der zweiten Erstligaspielzeit holte man nur noch zwölf Punkte und verabschiedete sich wieder aus der Eliteserie. In den folgenden Jahren belegte der Klub nur noch Mittelfeldplätze in der zweiten Liga. 1958 ließ der Verein noch einmal aufhorchen, als hinter Landskrona BoIS die Vizemeisterschaft gelang. Anschließend gelangen jedoch wieder nur noch Plätze im mittleren Teil der Tabelle und 1962 stieg der Klub als Vorletzter in die dritte Liga ab.
Als Vizemeister in der Staffel Södra Götaland wurde der direkte Wiederaufstieg verpasst. Auch in den beiden folgenden Jahren scheiterte Råå IF auf demselben Tabellenplatz. Ab 1966 fand sich der Klub im Abstiegskampf wieder. Konnte der Klub sich 1967 noch dank des besseren Torverhältnisses retten, wurde mit einem elften Platz 1968 der Klassenerhalt verpasst und der ehemalige Erstligist fand sich in der Viertklassigkeit wieder.
1974 gelang Råå IF die Rückkehr in die dritte Liga und der Verein schaffte in der folgenden Spielzeit sogar den Durchmarsch ins schwedische Unterhaus. In der ersten Spielzeit gelang mit zwei Punkten Vorsprung auf Absteiger Motala AIF noch der Klassenerhalt, 1977 verabschiedete sich der Klub jedoch als Drittletzter aus der zweiten Liga. Zweimal verpasste der Klub erst in den Aufstiegsspielen die Rückkehr in die zweite Liga, 1980 stand man allerdings erneut im Abstiegskampf. 1986 fiel der Verein der Ligareform zum Opfer und kam in die seinerzeit fünftklassige Division 4. Damit verschwand die Mannschaft auch aus dem höherklassigen Fußball.

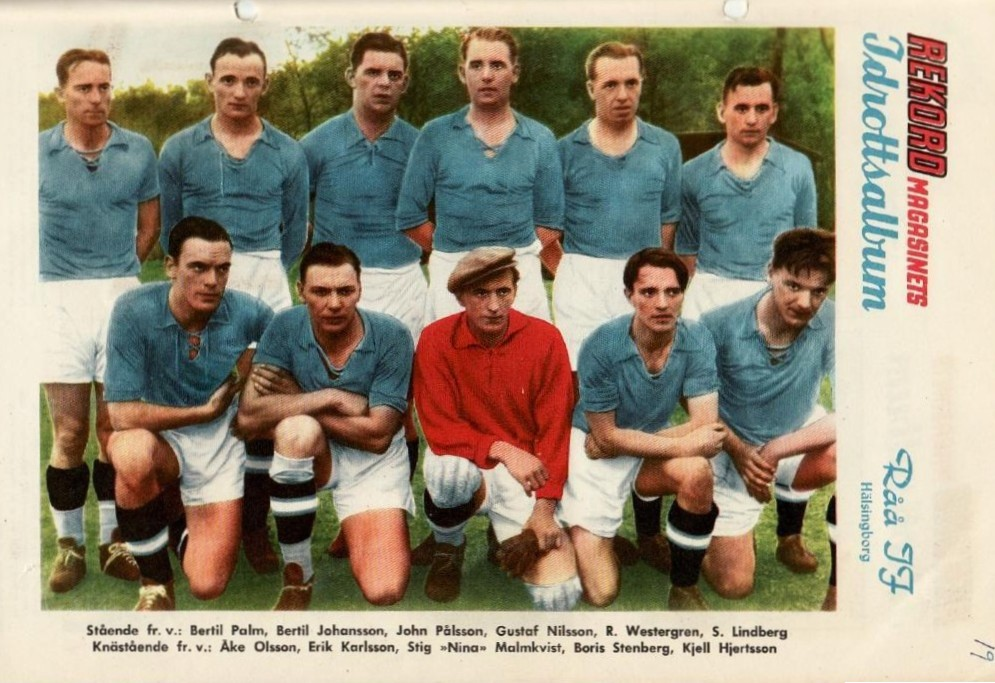
Råå IF auf dem Höhepunkt seiner Blütezeit 1951, Pokalsieger[1] und Vizemeister der Oberliga Allsvenskan.
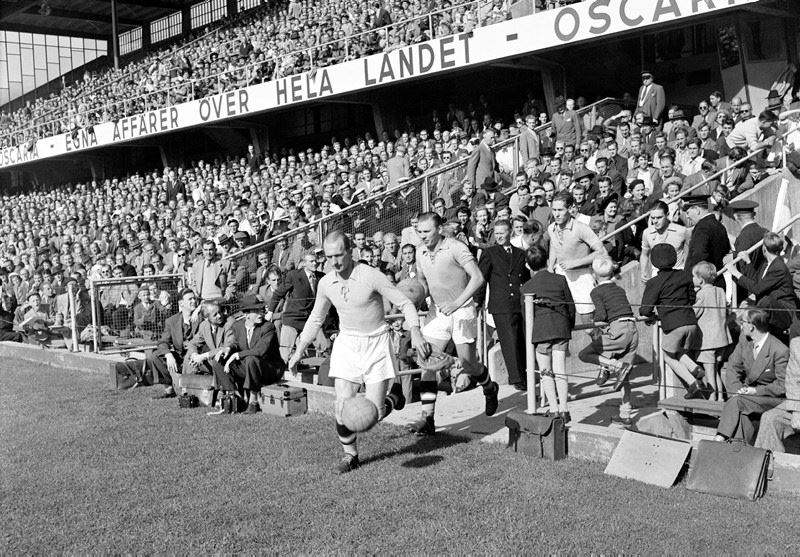
Die Råå-Spieler betreten am 19. September 1950 vor 23.300 Zuschauern das Råsunda-Fußballstadion gegen AIK in der Spitzengruppe Allsvenskan. Råå gewann das Spiel mit 2:1.
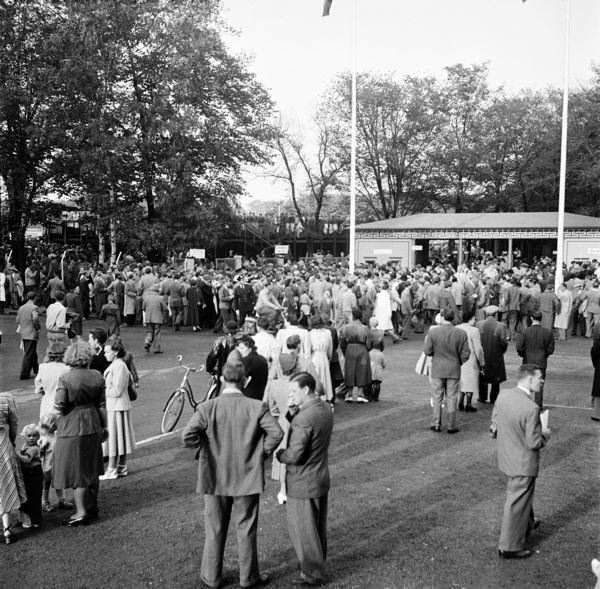
Zuschauerrekord beim Helsingborger Derby Råå - HIF bei Olympia, Spitzenderby in der besten schwedischen Liga, Allsvenskan 1950.
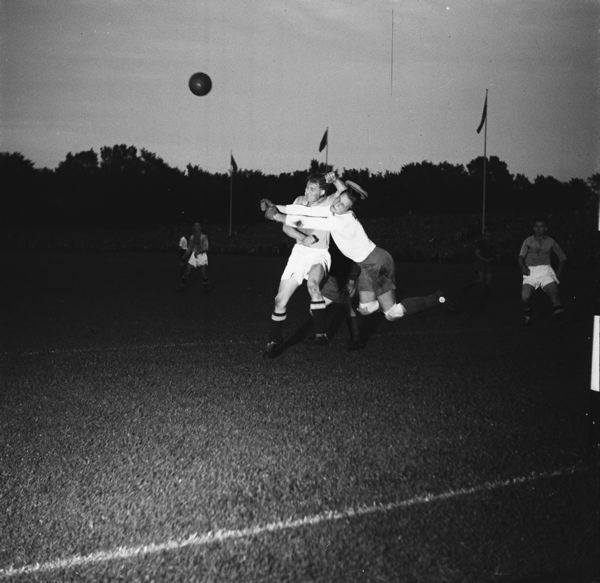
Helsingborg-Derby in der höchsten Liga Råå - HIF 1950.  Torwartlegende Kalle Svensson boxt den Ball vor den angreifenden Råå-Spielern.
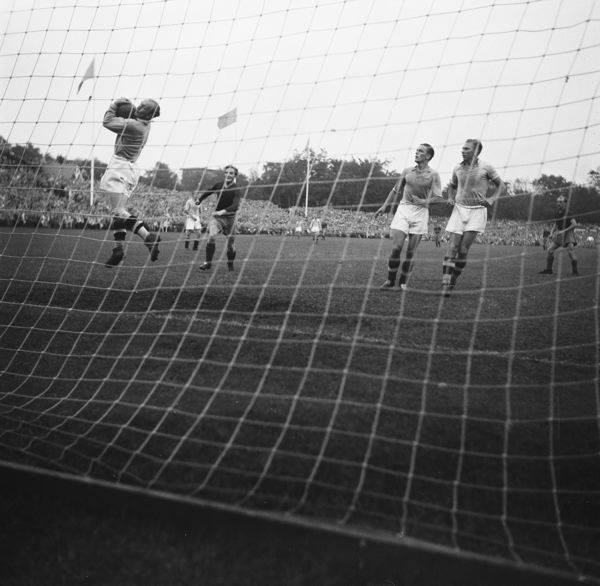
Top-Derby in der schwedischen Top-Liga Allsvenskan Råå - HIF 1950. Råå-Keeper Stig „Nina“ Malmqvist schnappt sich den Ball vor Åke Jönsson von HIF. Rechts warten die Råå-Spieler Åke Olsson und Dammis Karlsson. Sven „Flua“ Persson von HIF ganz rechts.

## Persönlichkeiten
- Albin Dahl, Trainer 1945–1951 und in den späten 1950er Jahren
- Kalman Konrad, Trainer 1950–51, ehemaliger Trainer von Bayern München, FC Zürich und Slavia Prag

## Erfolge
- Schwedischer Pokalsieger: 1948